# (3834) Zappafrank
Ne doit pas être confondu avec (16745) Zappa.
(3834) Zappafrank est un astéroïde découvert en 1980 par l'astronome slovaque Ladislav Brožek. Son nom est une référence au compositeur américain Frank Zappa. Ce n'est cependant pas Brožek qui l'a nommé ainsi.[réf. nécessaire]

## L'astéroïde
Située dans la ceinture d'astéroïdes, (3834) Zappafrank est une masse dont on sait peu de choses, probablement d'un diamètre de 5 à 11 kilomètres en orbite autour du soleil. On ignore sa composition. Son orbite est elliptique, inclinée de 14 degrés par rapport au plan de référence (celui de l'orbite la Terre autour du Soleil), et se situe entre 309,1 millions de kilomètres à son périhélie et 355,3 millions de kilomètres à l'aphélie. Sa période de révolution autour du Soleil est de 4,08 ans. 

### Découverte
L'astéroïde est découvert le 11 mai 1980 par Ladislav Brožek à l'Observatoire Kleť, situé aujourd'hui en République tchèque, qui, situé à 1070 mètres, jouit de 150 nuits claires par an. Il s'agit de la 89e découverte de l'observatoire . Pour Brožek, qui y officia de 1979 à 1982, il s'agissait du 11e astéroïde découvert (sur 23 en trois années de travail à l'observatoire).

### Le nom
Ce n'est pas le découvreur de l'astéroïde qui l'a nommé ainsi, car[Quoi ?] Zappafrank fut baptisé en 1994, à savoir 14 ans après sa découverte, et surtout, plusieurs mois après la disparition de Zappa. Et cela au terme d'une campagne menée auprès de l'Union astronomique internationale, seule organisation habilitée à donner un nom aux objets célestes.
La décision est adoptée notamment grâce au professeur Marsden et l'astéroïde 3834 devient Zappafrank le 22 juillet 1994,[réf. obsolète]
Malgré ce décalage, on peut y voir, avec le fameux buste de Zappa à Vilnius et le rôle de consultant culturel conféré au musicien par Václav Havel, une marque de l'influence de Zappa dans les pays de l'Est. En outre, le site de l'observatoire mentionne à propos du musicien : "Avant 1989, il était admiré en tant que symbole de démocratie et liberté par beaucoup de gens en Tchécoslovaquie." ,[réf. obsolète]
Avec ce nom, Zappafrank fait partie des "rock'n'roll minor planets", les astéroïdes ayant reçu un nom en référence au rock.